# Litsea chrysophoena
Litsea chrysophoena är en lagerväxtart som beskrevs av Jacob Gijsbert Boerlage. Litsea chrysophoena ingår i släktet Litsea och familjen lagerväxter. Inga underarter finns listade i Catalogue of Life.